# Annemarie van Ewijck
Annemarie van Ewijck (9 maart 1943 - 15 januari 2017) was een Nederlandse vertaalster, met de bijnaam "petemoei van de Nederlandstalige sciencefiction en fantasy", vooral bekend door haar vertalingen van sciencefiction en fantasy maar ook als hoofdredactrice van het tijdschrift Holland SF uitgegeven door de vereniging Nederlands Contactcentrum voor Science Fiction (NCSF) welke functie zij negentien jaar met veel energie bekleedde. Behalve de genoemde genres vertaalde zij veel ander werk, zowel fictie als non-fictie.
Ze was van 1970 tot 1982 gehuwd met Leo Kindt, in 1965-66 mede-oprichter van NCSF en Holland-SF. Het feit dat die een succes waren kwam mede door haar jarenlange inzet. Ze leverde daarmee een bijdrage aan de betere waardering van sciencefiction. Haar vertalingen verschenen aanvankelijk onder de naam Annemarie Kindt, later onder Annemarie van Ewijck. Ze vertaalde voor zowel de series Born SF, Prisma SF, Bruna SF als Meulenhoff SF. Van haar hand is de vertaling van de reeksen van Anthony Horowitz: Alex Rider serie, De Diamant Broertjes, De kracht van Vijf en Grieselstate. Deze laatste ging de vertaal-geschiedenis in met de vertaling van de eerste zin van Groosham Grange: It was dinner time at 3, Wiernotta Mews als Het was etenstijd in de L. Lendestraat.   
In 1959 haalde ze de kranten, toen zij een opstelwedstrijd won (geen SF). 
Van Ewijck was in 1977 genomineerd voor de King Kong Award, een verhalenwedstrijd voor horror, sciencefiction en fantasy. Ze werd derde, de hoofdprijs van 100 gulden ging aan haar voorbij. Later werd ze jurylid bij diezelfde verhalenwedstrijd. In die functie, maar ook als redactrice van Holland SF, nam zij vele aankomende schrijvers onder haar hoede, zoals de bekende kinderboekenschrijver/SF-auteur en illustrator Tais Teng.